# Alive at Last
| Recensione | Giudizio |
| ---------- | -------- |
| AllMusic   | [ 1 ]    |

Alive at Last è il primo album dal vivo del gruppo rock statunitense Train, pubblicato nel 2004 dalla Columbia Records. L'album è stato registrato nel Workplay Theatre a Birmingham, nell'Alabama, per tre notti consecutive, dal 9 giugno all'11 giugno 2004. L'album include molti successi dei Train, compresi alcune rare tracce da lato B e una cover di Stay with Me, un successo dei Faces.
Gli ultimi due brani dell'album, Ordinary e New Sensation, sono stati inclusi come bonus track registrate in studio. Il primo era stata originariamente scritta per il film Spider-Man 2 ed è apparsa nella colonna sonora del film. Inoltre è stata anche pubblicata come singolo.

## Tracce
1. Calling All Angels – 5:17
2. She's On Fire – 4:24
3. Meet Virginia – 4:43
4. Save The Day – 7:10
5. Get To Me – 6:13
6. Landmine – 3:44
7. All American Girl – 4:41
8. When I Look To The Sky – 4:06
9. Latin Interlude – 1:48
10. I Wish You Would – 4:24
11. Sweet Rain – 6:35
12. Free – 6:45
13. Drops Of Jupiter – 4:27
14. Stay With Me – 4:56 – cover dei The Faces
15. Ordinary – 3:34 – bonus track (registrata in studio)
16. New Sensation – 3:27 – bonus track (registrata in studio)

## Classifiche
| Classifica (2004)           | Posizione più alta |
| --------------------------- | ------------------ |
| Stati Uniti (Billboard 200) | 48                 |